# Makolągwa (zwyczajna)
Makolągwa (zwyczajna), mokolągwa (Linaria cannabina) – gatunek małego ptaka z rodziny łuszczakowatych (Fringillidae).

## Występowanie
To ptak częściowo wędrowny, choć migruje na niedalekie i średnie odległości. Występowanie od zachodniej Europy, Wysp Kanaryjskich, północnej Afryki po Bliski Wschód i Azję Środkową. W Europie nie występuje w północnej części Fennoskandii, północnej części europejskiej Rosji, na Islandii oraz w niektórych rejonach Szkocji.
W Polsce liczny ptak lęgowy krajobrazu rolniczego. Występuje tu podgatunek nominatywny (L. cannabina cannabina). Według szacunków Monitoringu Pospolitych Ptaków Lęgowych, w latach 2013–2018 krajowa populacja makolągwy liczyła 927 000 – 1 415 000 par lęgowych. Ptaka tego spotkać można w całym kraju, w tym w górach do strefy kosówki, czyli do wysokości 1800 m n.p.m. Najliczniej występuje w południowej Małopolsce, na Podkarpaciu (Niecka Nidziańska, Kotlina Sandomierska), na Wyżynie Kieleckiej i Lubelskiej; najmniej liczny na Pomorzu, ziemi lubuskiej, Mazurach, w Karpatach i Sudetach. Przylatuje od marca do kwietnia, a odlatuje od września do października. W Polsce zimuje dość licznie i regularnie, a szczególnie w zachodnich dzielnicach. To sprawia, że liczne osobniki są osiadłe. Przez obszar Polski przelatują makolągwy kierujące się do Europy Zachodniej i Południowo-Zachodniej. Stada makolągw mogą być bardzo liczne. W historii ornitologii sierpień 1982 roku został zapamiętany jako miesiąc, w którym przez kilka wieczorów na wspólnym noclegowisku koło Cedyni nad Odrą naliczono 2800 ptaków (poza tym 2100 pliszek żółtych i 200 siwych), co było największym noclegowiskiem tego gatunku w Europie. Największe jesienne skupienie tych ptaków, na które natrafiono, liczyło prawie 5000 osobników.

## Podgatunki
Wyróżnia się siedem podgatunków L. cannabina:
- L. cannabina autochthona – Szkocja.
- L. cannabina cannabina – Europa, zachodnia i południowo-środkowa Syberia. Na zachodzie osiąga Wyspy Brytyjskie poza Szkocją, na południu Pireneje, północne Włochy, północne Bałkany, Ukrainę oraz północny Kazachstan. Północne i wschodnie populacje zimują w południowych rejonach areału i na wybrzeżach. Duża część ptaków zimuje w basenie Morza Śródziemnego i innych regionach południowoeuropejskich.
- L. cannabina bella – Krym, Azja Mniejsza, Cypr, Lewant, na wschodzie przez Kaukaz, północny Irak po Iran i południowo-zachodni Turkmenistan, również Azja Środkowa od Afganistanu po południowo-zachodni Ałtaj.
- L. cannabina mediterranea – Półwysep Iberyjski, Baleary, Korsyka, Sardynia, Sycylia, południe Półwyspu Apenińskiego, bałkańskie wybrzeże Adriatyku, południowe Bałkany, Grecja, północno-zachodnia Afryka (od Maroka do północnej Tunezji oraz północna Libia).
- L. cannabina guentheri (syn. L. cannabina nana) – Madera.
- L. cannabina meadewaldoi – zachodnie i środkowe Wyspy Kanaryjskie.
- L. cannabina harterti – wschodnie Wyspy Kanaryjskie.

Proponowane podgatunki taurica (opisany z okolic Symferopolu na Krymie), persica (Demawend w Iranie) i fringillirostris (Kaszmir) uznane za jaśniejsze odmiany podgatunku bella.

## Charakterystyka

### Cechy gatunku
Niewielki, typowo wiejski ptak o smukłej sylwetce i długim ogonie. Mniejszy i delikatniejszy od wróbla. Obie płci podobnej wielkości. Samiec w szacie godowej ma czerwone czoło i pierś oraz szarą głowę i szyję. Nigdy na podbródku nie występuje czarna plama. Grzbiet i pokrywy skrzydłowe ciemnobrązowe, brzuch jasny, lotki i sterówki ciemnoszare, biało obrzeżone. Spód ciała poznaczony jest ciemniejszymi smugami. Boki brzucha są brązowe, choć z ciemniejszymi plamkami. W szacie spoczynkowej barwa czerwona zastąpiona przez brązową, co sprawia, że samiec wtedy upodabnia się do samicy – szara głowa i czerwone plamy stają się brązowe, a na piersiach widać smugi. Dziób ma szary, tęczówki ciemnobrązowe, a nogi brązowocieliste. Samice bardziej brązowoszare na grzbiecie, bez czerwonej barwy (różnicę widać zwłaszcza na piersi), kreskowane na grzbiecie i jasnym spodzie ciała. Młode podobne są do samicy, choć mają więcej kreskowania.

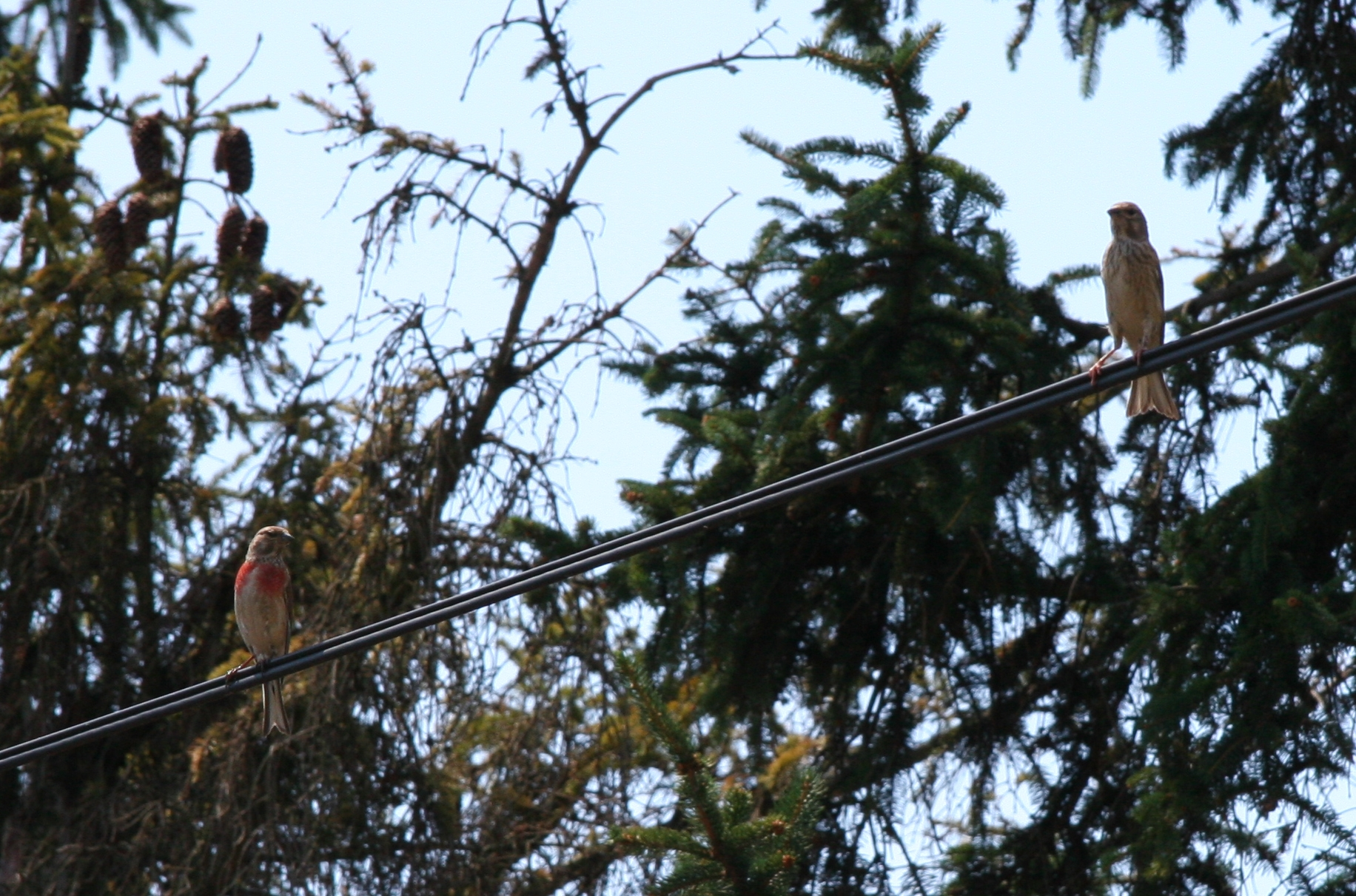
Para makolągw na jednym drucie

Ubarwieniem przypomina czeczotkę. To ptak towarzyski, dość ruchliwy i mało płochliwy. W powietrzu leci szybko torem falistym.

### Wymiary średnie
- długość ciała 13–14 cm[2]
- rozpiętość skrzydeł ok. 23 cm
- masa ciała 15–26 g[2]

### Głos
Piosenkę tworzy szereg melodyjnych i fletowych trelów oraz gwizdów, które przeplecione są wabiącym głosem. Samiec potrafi nawet bardzo długo śpiewać na podwyższonym miejscu. W czasie lotu wydawany jest charakterystyczny głos. Prawdopodobnie dlatego w języku francuskim nazywają się „makolągwami melodyjnymi”.

## Biotop
Skupienia gęstych śródpolnych, przydrożnych krzewów, miedze śródpolne, pola uprawne, sady, ogrody, obrzeża parków i lasów. Unika wnętrz lasów i parków miejskich. Żyje zatem w pobliżu siedzib ludzkich. Żeruje na otwartych przestrzeniach z kępami, pasami drzew, gęsto zarośniętymi pastwiskami, pustkowiami, wrzosowiskami, ugorami, żywopłotami, zielenią wiejską i sosnowymi młodnikami, słonych bagnach. Najczęściej spotyka się te ptaki, gdy siedzą na krzewach, drzewach i słupach telefonicznych. Lęgnie się na nasłonecznionych obszarach otwartych. Jego występowanie na danym terenie zależy znacznie od obecności nasion roślin polnych.

## Okres lęgowy

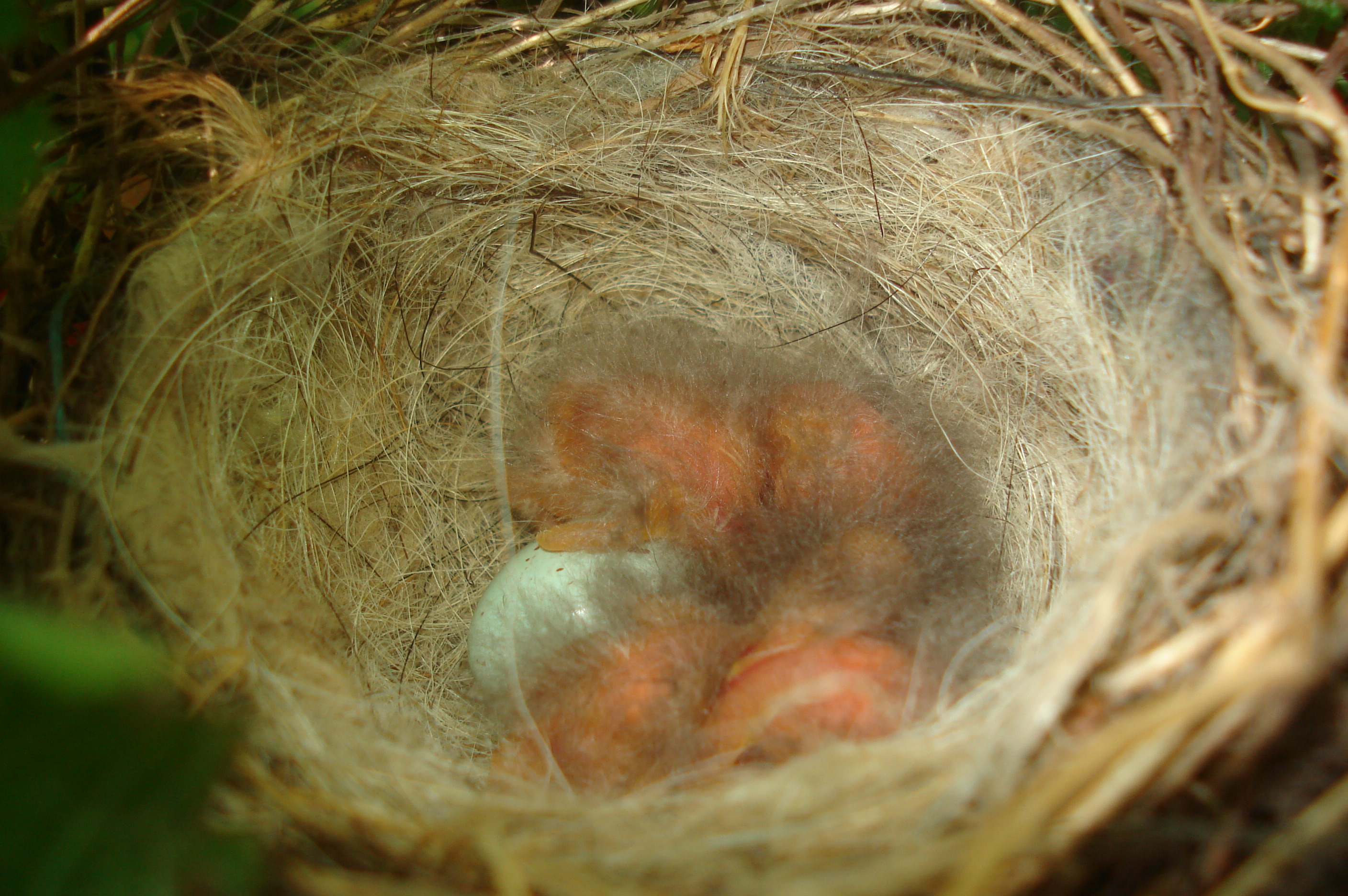
Pisklęta makolągw obok jaja

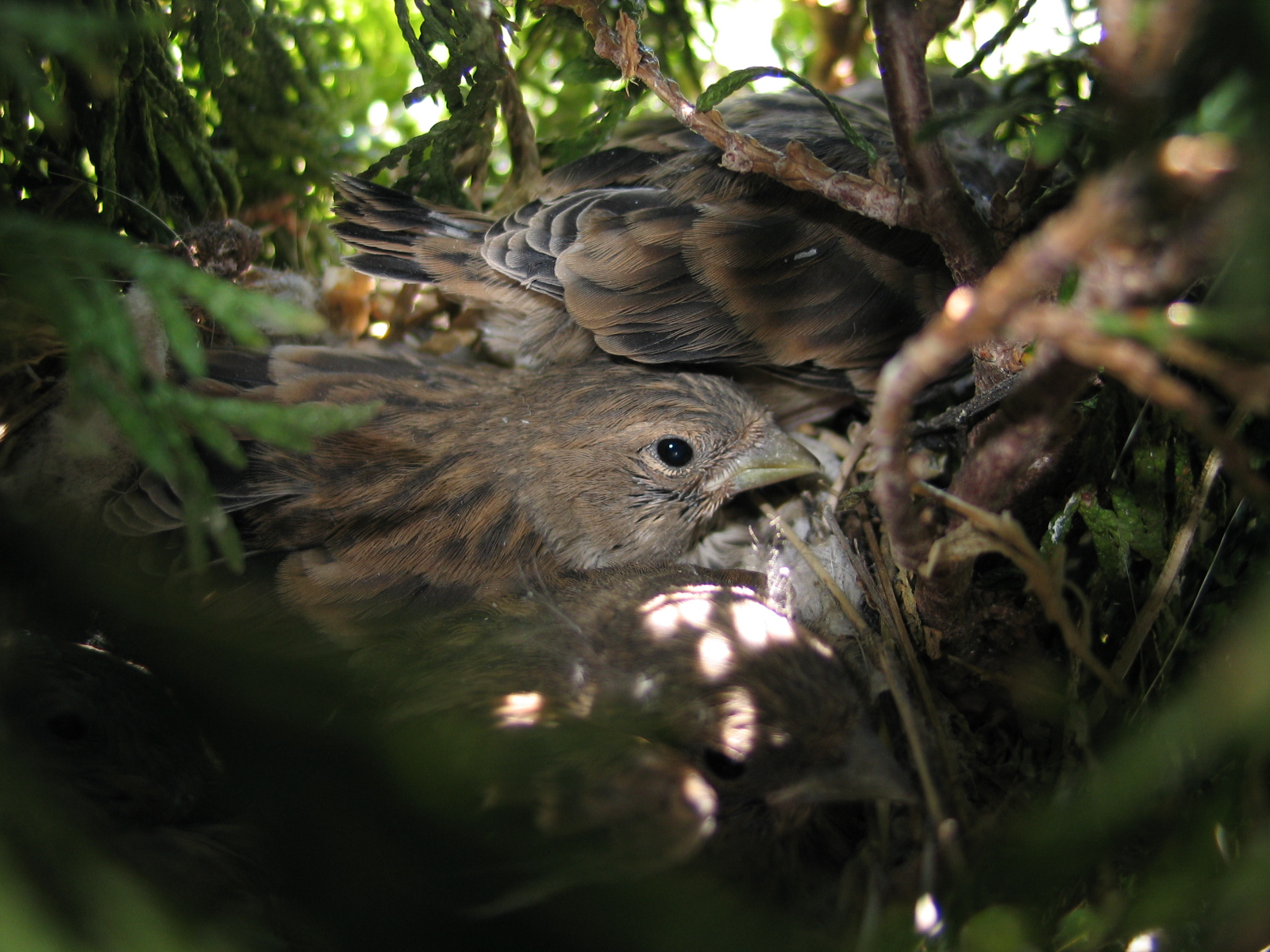
Młode makolągwy w gnieździe

Trwa od marca do sierpnia.

### Gniazdo
W środkowej części krzewu lub młodego drzewa w miejscu dobrze nasłonecznionym na wysokości od 0,5 do 2 metrów nad ziemią w gęstych zaroślach. Mogą być to krzewy jałowca, wawrzynu, kolcolistu, głogu, bukszpanu, kapryfolium lub łopianu, ale też młode drzewko iglaste (np. świerczek) lub żywopłot. Konstrukcję budują korzonki, źdźbła, kłącza, trawy poprzetykane puchem roślinnym, wełną, a wyściela włosiem. Ma kształt koszyczka. Czasem może być ulokowana nawet na ziemi lub trawie. Uwiciem gniazda zajmuje się samica. Preferują gnieżdżenie się w luźnych grupach dochodzących do 20 ptaków. To powoduje, że na jednym krzewie znaleźć można parę gniazd. Odnotowano przypadki gniazdowania w śródmieściach dużych miast. Tworzone pary są monogamiczne.
Samica zajmuje się budową gniazda i układaniem w nim ściółki, ale czasami pomaga jej samiec. Podczas gdy samica szuka na ziemi kawałków waty, piórek i drobnych roślin, samiec czuwa w pobliżu na wyższym stanowisku, np. kamieniu czy głazie. Samiec leci z samicą do gniazda, aby umieścić w nim znaleziony materiał, a następnie powraca z nią na to samo miejsce. Czasami przez ten czas samiec szuka na ziemi pokarmu lub również materiału do wyścielenia gniazda.

### Jaja
Dwa lub trzy lęgi w roku: w maju pierwszy, a na początku czerwca drugi. Składa 5–6 jaj o średnich wymiarach 13×18 mm, o wąskich, wydłużonych biegunach, skorupkach w kolorze białym z niebieskawym odcieniem i nielicznymi karminowymi plamkami.

### Wysiadywanie i pisklęta
Od zniesienia ostatniego jaja trwa ok. 13 dni i jest w większości wykonywane przez samicę (czasem jednak samiec jej w tej czynności pomaga), a młode, gniazdowniki, przebywają w gnieździe przez okres 2 tygodni. W tym okresie oboje rodzice karmią swe potomstwo najpierw owadami, a potem nasionami np. mniszka lekarskiego, tasznika, rdestu ptasiego i gwiazdnicy.

## Pożywienie

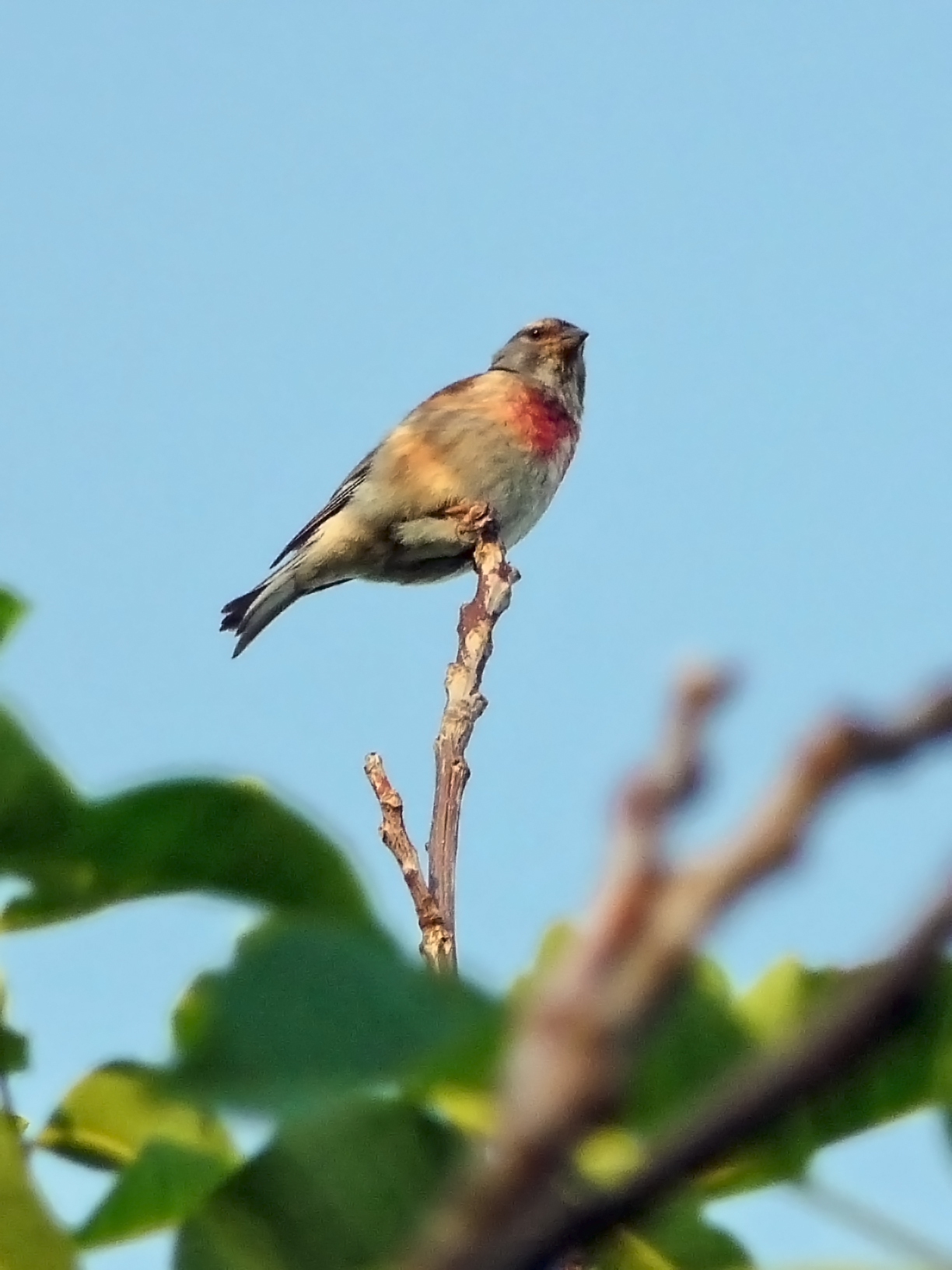
Występowanie makolągw zależy od obecności nasion chwastów i traw

Nasiona chwastów i traw, np. nasiona szczawiu zwyczajnego, wiesiołka, niektórych roślin z rodziny Compositae, choć czasem też krzewów i drzew. Chętnie wyszukuje nasiona roślin oleistych. W porze lęgowej chwyta też bezkręgowce – pająki, owady, np. muchy i komary, ale też pluskwy, chrząszcze i mszyce. Zamiłowanie makolągwy do odżywiania się nasionami konopi ma swoje odbicie w łacińskiej nazwie gatunkowej – cannabis oznacza konopie. Pokarm piskląt stanowią głównie nasiona, ale czasem uzupełniane są drobnymi owadami.
Po okresie lęgowym duże stada żerują na terenach bogatych w nasiona chwastów – ugory, ścierniska i w pobliżu stogów. Są wtedy hałaśliwe tym bardziej, że często współegzystują z innymi ziarnojadami takimi jak dzwońce, zięby, wróble i rzepołuchy. Pokarmu razem szukają przeważnie na zachwaszczonych nieużytkach. Zwykle zbiera nasiona z ziemi w odsłoniętym miejscu z rzadko porastającą je niską roślinnością zielną, obsiada badyle i krzaki rosnące na miedzach, a czasem wiszące druty nad polami. Pola i ugory odwiedza szczególnie jesienią i zimą, choć w niższych gałęziach krzewów i drzew również odszukuje pokarm.

## Status i ochrona
IUCN uznaje makolągwę za gatunek najmniejszej troski (LC – Least Concern) nieprzerwanie od 1988 roku. Liczebność światowej populacji, wstępnie obliczona w oparciu o szacunki organizacji BirdLife International dla Europy z 2015 roku, zawiera się w przedziale 50–100 milionów dorosłych osobników. Globalny trend liczebności populacji uznawany jest za spadkowy.
Na terenie Polski makolągwa jest objęta ścisłą ochroną gatunkową. Na Czerwonej liście ptaków Polski została sklasyfikowana jako gatunek najmniejszej troski (LC).
Współczesne rolnictwo w znacznym stopniu tępi chwasty. To powoduje, że coraz częściej brakuje pokarmu dla makolągw.